# Biserica de lemn din Pâglișa

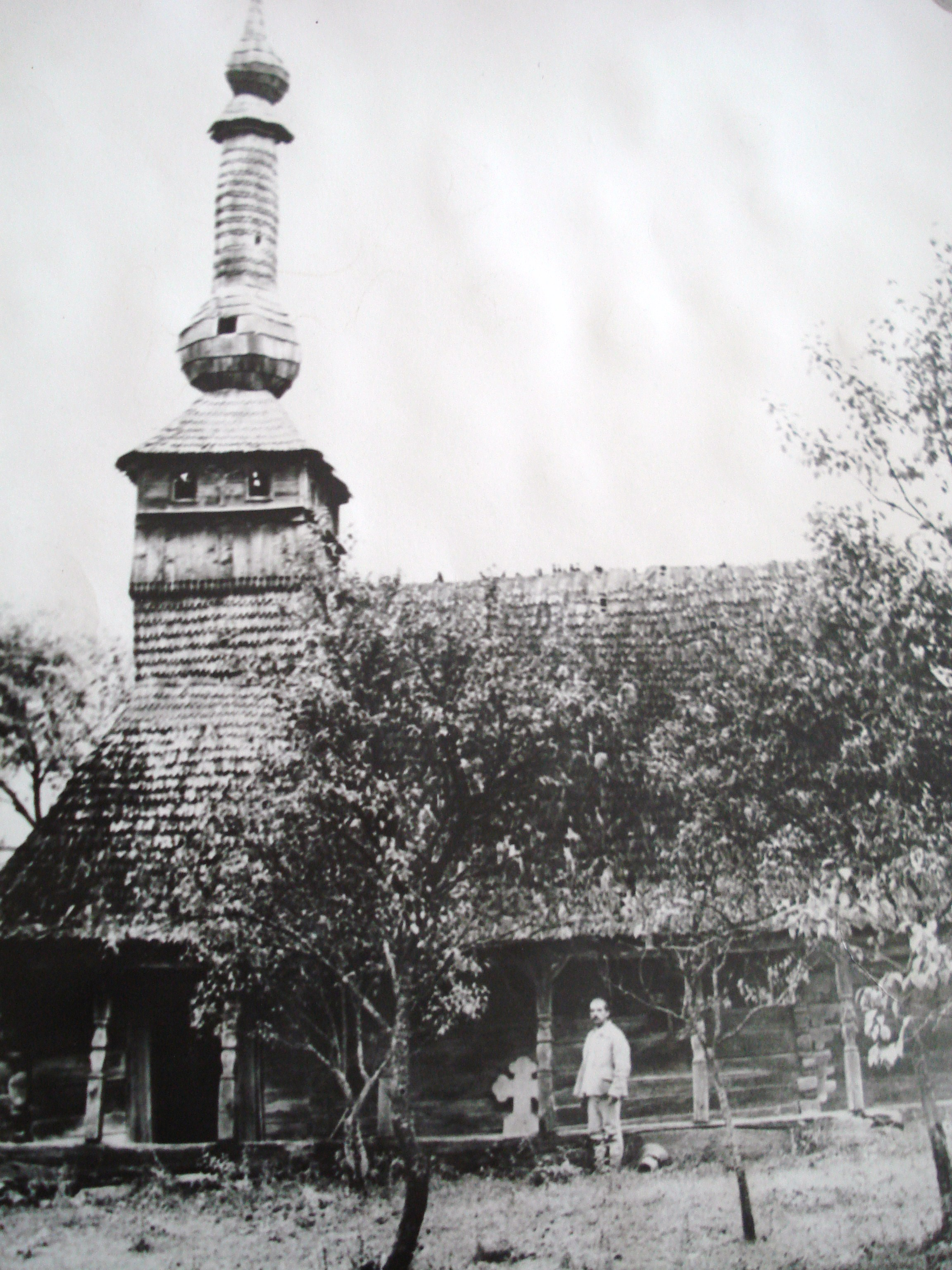
Biserica de lemn din Pâglişa, Cluj, imagine de arhivă

Biserica de lemn din Pâglişa, Cluj, imagine de arhivă

Fosta Biserică de lemn din Pâglișa s-a aflat în localitatea omonimă din județul Cluj. Ea a funcționat ca biserică parohială până în anul 1926, când a fost înlocuită de biserica de zid actuală. Pentru valoarea ei a intrat în atentia muzeului din Cluj unde urma să fie transferată înainte de război. În timpul ocupației a fost vândută și demolată. 

## Istoric
După imaginile de arhivă, în care se distinge coiful baroc, biserica de lemn pare a fi fost ridicată cel mai devreme în veacul al 18-lea. Biserica de lemn a fost scoasă de parohie la licitație, ca material lemnos, în 1938, dar vânzarea a fost blocată de Comisia Monumentelor Istorice din Cluj. S-a încercat achiziționarea și salvarea ei de Muzeul Etnografic din Cluj până în pragul celui de-al doilea război mondial. Biserica a dispărut probabil în timpul războiului, sub ocupație. 

### Scrisori din arhiva parohiei

Scrisoare din 6 februarie 1939

M. O. Dle. Protopop!
La ord.DV. Nr. 602/1938, cu onoare vă raportez următoarele spre clarificare:
Biserica veche din lemn s-a licitat în ziua de 3 iulie 1938 lui Căprar Alex. polițist pensionat cu suma de lei 5100 având a achita suma la 1 sept 1939, iar dacă nu va da la data de mai sus banii va da interese.Pentru această vânzare am avut aprobarea Sf. Sale, cu nr.5383/1937 din 3 august. Nu am avut aprobarea Com. Monumentelor Istorice. Dl. Alex Căprar ne având banii, a vândut-o lui Horvath Ioan cu suma de lei 5200, plus o sticlă de spirt a 25 lei. După ce a citit H. Ioan ordinul Dv. Nr. 602/938, el și-a primit banii, lei 5200, cu condiția dacă Alex. Căprar îi va reîntoarce suma de lei 100, plus 25 de lei spirtul. Totodată vă fac cunoscut că cu ziua de azi voi cere și Com. Mon. Ist. din Cluj permisul pentru a o putea vinde din nou.
Paglișa la 12 Ian. 1939
Preot Victor Fetti
M. On. Sfinția Voastră!
Subsemnatul, după cum știți și M. O. Sfinția Voastră am făcut mai multe intervenții atât prin Domnia Voastră comisiei Monumentelor Ist. Cluj, ca să căpătăm permisia de a putea vinde bis. din lemn. Cu toate acestea superiorii muzeului etnografic din Cluj ne-au pus felurite bețe în roate, asa că noi nici azi nu putem vinde acea bis. și după cum știți este aproape spre ruinare, nimicindu-se și materialul lemnos din ea, având comunitatea bis. din loc o pagubă destul de mare. 
Prin Nr. Dv. 24/939 ne-ați încunoștințat că s-au luat măsuri la superiorii muzeului, dar până azi noi nu am primit nimica, nici barem să se deplaseze la fața locului. Eu am scris asemeni comisiei Monument. Ist, în care le arăt procedura celor de la muzeu, ba că vom fi nevoiți a cere despăgubiri pe cale legală.
Cu onoare Vă rog binevoiți a face și Sfinția Voastră intervențiile cari credeți căci bis. azi maine se îmburdă putrezind lemnele din pareți.
Pâglișa la 6 Dec. 1939
Preot Victor Fetti